# Tingstads municipalsamhälle
För andra betydelser, se Tingstad.
Tingstad var ett municipalsamhälle i Backa landskommun, Göteborgs och Bohus län.
Municipalsamhället var beläget på Hisingen omedelbart vid Bohusbanans övergång över Göta älv vid Tingstads station på nämnda bana och utgångspunkt för Göteborg–Tingstad–Sannegårdens järnväg. Genom kungligt brev av den 9 september 1904 infördes tre av stadsstadgorna, nämligen ordningsstadgan, byggnadsstadgan och brandstadgan, i området som omfattade 46 hektar.
Tingstad var Sveriges minst folkrika municipalsamhälle; det hade vid tillkomsten blott 12 invånare och som mest 52 invånare (1920). Ingen municipalskatt uttaxerades. Tingstads municipalsamhälle upplöstes den 31 december 1926.